# Chi Dó đất
Chi Dó đất (danh pháp khoa học: Balanophora) là một chi của khoảng 15-19 loài thực vật ký sinh trong họ Balanophoraceae, được tìm thấy trong khu vực nhiệt đới và ôn đới châu Á, bao gồm khu vực Malesia, các đảo trên Thái Bình Dương, Madagascar và nhiệt đới châu Phi cùng nhiệt đới Australia. Nhiều loài tỏa ra mùi có lẽ để thu hút các sinh vật thụ phấn theo cách thức có lẽ giống như ở các loài Rafflesia.
Các loài Balanophora là thực vật toàn ký sinh, được sử dụng trong y học dân gian ở nhiều nền văn hóa châu Á. Chẳng hạn, tại Trung Quốc, Balanophora được biết đến như là xà cô (nấm rắn) và tại Thái Lan như là hoh-ra-tao-su-nak. Ở cả hai nơi này các loài đều được sử dụng trong điều trị một số bệnh tật. Củ của Balanophora chứa nhiều chất giống như sáp nên được dùng ở Java làm nhiên liệu cho các ngọn đuốc.

## Phân loại
Chi này được Johann Reinhold Forster và con trai ông là Georg Forster miêu tả lần đầu tiên năm 1775 trong Characteres Generum Plantarum. Tên gọi có nguồn gốc từ tiếng Hy Lạp cổ balanus (βάλανος)= quả đấu và tiếng Latinh phora = mang, chứa.

### Các loài
- Balanophora abbreviata Blume - Cu chó đồng châu, dương đài ngắn.
- Balanophora coralliformis Barcelona, Tandang & Pelser Loài mô tả năm 2014[6]
- Balanophora cucphuongensis Ban, 1996 - Dó đất Cúc Phương, củ đỏ, xà cô
- Balanophora dioica R.Br. ex Royle
- Balanophora elongata Blume - Dó đất thuôn
  - Balanophora elongata var. ungeriana (Valeton) B.Hansen
- Balanophora fargesii (Tiegh.) Harms
- Balanophora fungosa J.R.Forst. & G.Forst.; loài điển hình - Dó đất đồng châu, dương đài nấm.
  - Balanophora fungosa var. globosa (Jungh.) B.Hansen
  - Balanophora fungosa subsp. indica (Arn.) B.Hansen - Dó đất, xà cô, dương đài nam, toả dương, chu ca ra
  - Balanophora fungosa var. minor (Eichler) B.Hansen
- Balanophora harlandii Hook.f.
- Balanophora involucrata Hook.f. & Thomson
- Balanophora japonica Makino
- Balanophora latisepala (Tiegh.) Lecomte - Cu chó, dương đài hình cầu, dó đất hình cầu, xà cô
- Balanophora laxiflora Hemsl. - Nấm đất, dó đất hoa thưa, dương đài hoa thưa, cu chó, xà cô, net din, tang din.
- Balanophora lowii Hook.f.
- Balanophora nipponica Makino
- Balanophora papuana Schltr.
- Balanophora polyandra Griff.
- Balanophora reflexa Becc.
- Balanophora subcupularis P.C.Tam
- Balanophora tobiracola Makino
- Balanophora wilderi Setch.
- Balanophora yakushimensis Hatus. & Masam.

### Chưa dung giải
- Balanophora capensis Eckl. & Zeyh. ex Eichler
- Balanophora dentata Tiegh.
- Balanophora pierrei Lecomte